# Ягело, Александра
Александра Катажина Ягело (пол. Aleksandra Katarzyna Jagieło), в девичестве Пшибыш (пол. Przybysz, родилась 2 июня 1980 в Ниско) − польская волейболистка, играющая на позиции блокирующей в клубе «Мушинянка» и сборной Польши. Двукратная чемпионка Европы 2003 и 2005 годов, бронзовый призёр чемпионата Европы 2009 года.

## Карьера
Воспитанница Школы спортивного мастерства в Сосновце. Дебютировала в команде БКС-Сталь из Бельско-Бялы, с которой выиграла чемпионат и кубок Польши. Позднее играла в Италии в течение трёх лет в «Ребекки Ривергаро», с 2007 по 2011 годы выступала за «Мушинянку». В 2011 году завершила игровую карьеру, но в мае 2012 года вернулась в волейбол, в ту же «Мушинянку».

## Клубы
- 1996—1999:  ШМС (Сосновец)
- 1999—2004:  Сталь (Бельско-Бяла)
- 2004—2007:  Ребекки Ривергаро
- 2007—2011:  Мушинянка
- 2012—2014:  Мушинянка
- 2014-н.в.:  Химик (Полице)

## Достижения

### Клубные
- Чемпионка Польши: 2002/2003, 2003/2004, 2007/2008, 2008/2009, 2010/2011
- Вице-чемпионка Польши: 2009/2010, 2011/2012
- Бронзовый призёр чемпионата Польши: 1999/2000
- Обладательница Кубка Польши: 2003/2004, 2010/2011
- Обладательница Кубка Европейской конфедерации волейбола: 2012/2013
- Серебряный призёр чемпионата Польши среди молодёжи: 1997

### В сборной
- Чемпионка Европы 2003 и 2005 годов
- Бронзовый призёр чемпионата Европы 2009
- Обладательница Кубка Пьемонта 2009
- Бронзовый призёр молодёжного чемпионата Европы 1997
- Бронзовый призёр Европейских молодёжных игр 1997

### Прочие награды
- Кавалер Золотого креста Заслуги (награждена 22 ноября 2005 года[1]).
- Волейболистка 2009 года по итогам голосования на сайте SiatkarskiePlusy.Pl[2].

## Личная жизнь
В июне 2008 года Александра вышла замуж за Вальдемара Ягело. 4 февраля 2012 года родила дочку Агнешку.